# Andrzej Fonfara (Boxer)
Andrzej K. Fonfara (* 4. November 1987 in Radom) ist ein ehemaliger polnischer Profiboxer im Halbschwergewicht.

## Boxkarriere
Andrzej Fonfara begann bei der Boxabteilung von Gwardia Warszawa mit dem Boxen und wurde unter anderem von Jerzy Rybicki, Krzysztof Kosedowski und Paweł Skrzecz trainiert. Als Amateur wurde er 2005 Polnischer Juniorenmeister im Halbweltergewicht und war Teilnehmer der Kadetten-Europameisterschaften 2004 in Russland und der Junioren-Europameisterschaften 2005 in Estland.
Im Juni 2006 gab er seinen Einstand als Profi mit einem Punktesieg gegen den Slowaken Miroslav Kubik. Anschließend erhielt er die Möglichkeit in den USA zu trainieren und zog daraufhin mit seiner Familie nach Chicago. In seinen folgenden 15 Kämpfen erreichte er 12 Siege, zwei Niederlagen und ein wertungsloses Urteil. Dieses kam im Juni 2009 gegen Skylar Thompson zustande, als er nach einem t.K.o.-Sieg positiv auf ein Steroid getestet wurde. In diesem Jahr unterzeichnete er zudem bei der Promotionsfirma 8 Count Productions.
Anschließend gewann er 13 Kämpfe in Folge, davon 12 vorzeitig. Er besiegte unter anderem die Exweltmeister Byron Mitchell, Glen Johnson sowie Gabriel Campillo und wurde US-Meister (USBO), Nordamerikameister (WBO), Jugendweltmeister der WBC und Weltmeister der IBO.
Am 24. Mai 2014 boxte er in Kanada um den Weltmeistertitel der WBC gegen Adonis Stevenson. Er erlitt zwei Niederschläge in den Runden 1 und 5, erzielte jedoch selbst einen Niederschlag in Runde 9 und verlor erst nach den vollen zwölf Runden durch Punkteentscheid (109:116 und zweimal 110:115). Im November 2014 besiegte er den Franzosen Doudou Ngumbu einstimmig nach Punkten.
Am 18. April 2015 besiegte er überraschend den Mexikaner Julio Chávez (Bilanz: 48-1, 32 K. o.) durch t.K.o. in der neunten Runde und wurde dadurch International Champion der WBC. Chávez gab den Kampf nach schweren Treffern und einem Niederschlag in der Pause zur zehnten Runde auf.
Am 16. Oktober 2015 boxte er in Chicago gegen den Briten Nathan Cleverly, ehemaliger WBO-Titelträger im Halbschwergewicht. Dabei siegte Fonfara über zwölf Runden einstimmig nach Punkten und verteidigte damit seinen International Title der WBC.
Am 18. Juni 2016 verlor er überraschend durch T.K.o. in der ersten Runde gegen Joe Smith. Seinen nächsten Kampf bestritt er am 4. März 2017 gegen Chad Dawson und gewann vorzeitig in der zehnten Runde.
Am 3. Juni 2017 bestritt er einen Rückkampf gegen Adonis Stevenson, bei dem es auch um den WBC-Weltmeistertitel im Halbschwergewicht ging. Fonfara verlor den Kampf im kanadischen Montreal durch technischen Knockout in der zweiten Runde. Am 16. Juni 2018 besiegte er den Ukrainer Ismajil Sillach vorzeitig.
Im Februar 2019 erklärte Fonfara seinen Rücktritt.